# Hemigomphus atratus
Hemigomphus atratus е вид насекомо от семейство Гомфиди (Gomphidae).

## Разпространение
Видът е разпространен в Австралия (Куинсланд).